# Giulio Di Meo
Giulio Di Meo (* 28. August 1982) ist ein ehemaliger italienischer Tennisspieler.

## Karriere
Di Meo spielte in seiner Karriere ausschließlich Turniere auf der unterklassigen ITF Future Tour und ATP Challenger Tour. Dabei war er im Doppel erfolgreicher als im Einzel. Regelmäßig nahm er ab 2006 an Turnieren teil, ohne zunächst größere Erfolge zu erreichen. Im Einzel stand er 2007 erstmals in einem Einzelhalbfinale eines Future-Turniers, ein Jahr später sogar im Finale. Im Doppel gelang ihm dabei sein einziger Titelgewinn auf Future-Level. 2009 erhielt er eine Wildcard für das Doppelfeld des Challengers in Rimini. Er schied dabei in der ersten Runde gegen die späteren Turniersieger Matthias Bachinger und Dieter Kindlmann aus. Im Folgejahr stand er erneut dank einer Wildcard im Hauptfeld der Doppelkonkurrenz. Mit Adrian Ungur zog er ins Finale ein und schlug auf dem Weg dorthin die topgesetzte Paarung Martin Slanar/Lovro Zovko. Im Finale siegten sie über Juan Pablo Brzezicki und Alexander Peya. Di Meo feierte damit seinen größten Erfolg auf der Challenger Tour. Im Frühjahr 2011 schaffte er im Doppel den Sprung in die Top 500 der Weltrangliste und mit dem 497. Rang seine beste Platzierung. In diesem Jahr gelang ihm in Trani erneut der Einzug in ein Doppelendspiel, das er jedoch verlor. In den folgenden Jahren nahm er nur noch vereinzelt an Turnieren teil. Für die Herren 30 des TC Raadt spielte er in der Saison 2012 und 2013 in der 1. Tennis-Bundesliga und wurde mit der Mannschaft jeweils Vizemeister. Sein letztes Turnier bestritt er 2017 in Rom.

## Erfolge
| Legende (Anzahl der Siege)  |
| Grand Slam                  |
| ATP World Tour Finals       |
| ATP World Tour Masters 1000 |
| ATP World Tour 500          |
| ATP World Tour 250          |
| ATP Challenger Tour (1)     |

### Doppel

#### Turniersiege
| Nr. | Datum         | Turnier | Belag | Partner      | Finalgegner                         | Ergebnis          |
| --- | ------------- | ------- | ----- | ------------ | ----------------------------------- | ----------------- |
| 1.  | 17. Juli 2010 | Rimini  | Sand  | Adrian Ungur | Juan Pablo Brzezicki Alexander Peya | 7:66, 3:6, [10:7] |